# 林茂清
林 茂清（はやし しげきよ、1881年（明治14年）3月22日 - 1969年（昭和44年）4月28日）は、大日本帝国陸軍軍人。最終階級は陸軍中将。功四級。

## 経歴
1881年（明治14年）に和歌山県で生まれた。陸軍士官学校第13期卒業。1925年（大正14年）6月18日に陸軍士官学校予科生徒隊長に就任し、8月7日に陸軍歩兵大佐に進級。1928年（昭和3年）3月に歩兵第59連隊長に転じた。
1931年（昭和6年）3月11日に陸軍少将進級と同時に歩兵第16旅団長（第8師団）に着任し、満州事変が勃発すると満州に出動した。1932年（昭和7年）9月に豊橋陸軍教導学校長に転じ、1935年（昭和10年）3月15日に陸軍中将進級と同時に下関要塞司令官に着任。1936年（昭和11年）3月7日に待命、3月17日に予備役に編入された。
1947年（昭和22年）11月28日、公職追放仮指定を受けた。

## 栄典
勲章等
- 1940年（昭和15年）8月15日 - 紀元二千六百年祝典記念章[4]